# BEST MIX (Def Techのアルバム)
『Def Tech  BEST MIX』(でふてっく べすとみっくす)は、Def Techの2枚目のベストアルバム・ミックスCD。 2014年11月19日に、Def Techの2人が新たに設立したインディーズ・レーベル「2VOX」から発売される。
収録曲はすべて繋がっている（トラックとしては分割されている）。

## 収録曲
1. Intro
効果音とともに、本アルバムのダイジェストになっている。
2. High on Life
アルバム『Def Tech』
3. KONOMAMA  Def Tech reintroducing RIZE
アルバム『Lokahi Lani』より。
4. The Best Time
アルバム『24 / 7』より。
5. My Way (acoustic version)
初CD化。PV版「My Way」の音源を収録。
6. take it HIGHER!!
アルバム『UP』より。
7. Marathon
アルバム『24 / 7』より。
8. Vocaline
ベストアルバム『GREATEST HITS』より。
9. Golden Age
アルバム『UP』より。
10. 4 Eye, for You
ベストアルバム『GREATEST HITS』より。
11. Catch The Wave
アルバム『Catch The Wave』より。
12. A-1
アルバム『Mind Shift』より。
13. The Come Back
アルバム『Mind Shift』より。
14. Be The One
アルバム『24 / 7』より。
15. Lokahi Lani
アルバム『Lokahi Lani』より。
16. いのり  Feat. SAKURA (PV MIX)
DVDシングル「いのり  Feat. SAKURA」より、PV版の音源を収録。
17. Rays of Light
アルバム『Mind Shift』より。
18. Lift Up (LIVE)
『Def Tech  Live Tour 2006  Lokahi Lani 〜Catch The Wave〜』武道館ライブでの音源。
19. Consolidation Song (LIVE)
『Def Tech  Live Tour 2006  Lokahi Lani 〜Catch The Wave〜』武道館ライブでの音源。